# Seether
Seether es una banda sudafricana de rock, fundada en 1999 en la ciudad de Pretoria. La banda originalmente inició bajo el nombre de Saron Gas hasta 2002, cuando se mudaron a los Estados Unidos y lo cambiaron a Seether para evitar confusión con el químico mortal conocido como gas sarín. El vocalista principal y guitarrista Shaun Morgan es el miembro más antiguo de la banda. El bajista Dale Stewart se unió poco después, mientras que el baterista John Humphrey se unió a ellos para el segundo álbum de estudio. Desde 2018, el guitarrista Corey Lowey también forma parte de la banda.

## Historia

### Fragile
Saron Gas sacó su primer álbum, llamado Fragile, en Musketeer Records, el año 2000 en Sudáfrica. Después de lograr el éxito en Sudáfrica, Wind-up records se interesó en el sonido melódico pero pesado y firmaron un contrato. Fue así cuando nació Seether, un nombre inspirado por un sencillo hecho por la banda Veruca Salt.

### Disclaimer y Disclaimer II
Este disco les abre las puertas de América, especialmente su sencillo "Fine Again", que goza de gran fama, debido, entre otras cosas, a un muy significativo videoclip. 
En su noviazgo con la cantante de Evanescence Amy Lee, el cantante y líder Shaun Morgan se vio impulsado por su discográfica a reeditar Disclaimer con canciones nuevas más la versión de "Broken" con la propia Amy Lee. "Broken" con Amy Lee fue un éxito impresionante, incluso en Europa, debido a que forma parte de la banda sonora de "The Punisher". Surge "Disclaimer II", primer disco que llega a Europa.

### Karma and Effect
En 2005 editan Karma and Effect, con el sencillo "Remedy" que incluso supera en EE. UU al éxito obtenido por "Broken".
En Europa tiene suerte dispar, pues en España, por ejemplo, el "Karma and Effect" pasó prácticamente desapercibido.
Su ascensión continúa en los EE. UU con la balada "The Gift", tercer sencillo del "Karma and Effect" tras "Truth"
Con la marcha del grupo de su guitarra, Pat Callahan, por motivos no confirmados apenas un mes antes del lanzamiento de su disco en acústico "One Cold Night" retornan a los orígenes como una banda de tres, con Morgan, el bajista Dale Stewart y el batería John Humphery, prometiendo disco nuevo para agosto de 2007 aproximadamente.

### One Cold Night
El día 11 de julio se publica en EE. UU "One Cold Night". Las canciones "Remedy", y sobre todo "The Gift", en versión acústica tienen gran éxito relanzadas como sencillo.
El cantante y frontman de la banda Shaun Morgan decide rehabilitarse en una clínica de desintoxicación para intentar superar sus problemas de alcohol.
Tras un tiempo en el que el grupo parece estar metido de lleno en la producción de un nuevo disco, aparecen unos videos en el espacio de la banda en MySpace conteniendo varios fragmentos de lo que parece una canción nueva: "Like Suicide".

### Finding Beauty in Negative Spaces
Lo que en principio iba a ser dicho disco nuevo para agosto de 2007, se prolonga hasta octubre, bajo el nombre de "Finding Beauty in Negative Spaces". Parece ser que algún problema con la distribución de la discográfica les ha hecho retrasar el lanzamiento del nuevo trabajo.
Según varias fuentes este nuevo trabajo será mucho menos limpio que el anterior, además va a ser un disco más experimental. 
En septiembre encabezan una gira (en principio, gira sólo en EE. UU) junto con dos otras bandas, Three Days Grace y Breaking Benjamin
Sin embargo, la mala suerte y el infortunio parecen cebarse en el líder Shaun Morgan, ya que en un desgraciado lunes, a finales de agosto de 2007, su hermano Eugene Welgemoed se suicida tirándose desde un octavo piso en el hotel Radisson de Rapid City. Shaun estaba muy ligado a su hermano, así como toda la banda.
A principios de septiembre, Seether lanza el primer sencillo de su nuevo disco, "Finding Beauty in Negative Spaces", que se sabe que saldrá a la venta el 28 de octubre de 2007, bajo el nombre de "Fake It". Parece ser que el presunto primer sencillo del disco, "Like Suicide", perdió toda lógica tras el desgraciado incidente de su hermano. En abril de 2008 sale a luz su nuevo sencillo "Rise Above This" en su página oficial y el video saldrá oficialmente por la cadena MTV2 el 5 de abril. El video es en memoria de su hermano Eugene Welgemoed.
El 23 de octubre, sale a la venta este disco bajo la producción de Howard Benson (Three Days Grace, My Chemical Romance), en EE. UU.
El 21 de abril de 2009, el disco se reelanzó con dos versiones del clásico de George Michael "Careless Whisper", canción la cual se ha convertido en todo un éxito. 
El primero de julio de 2009, La revista Soundcheck Risers lanza una entrevista con la banda, donde ellos hablan acerca de su inspiración para "Finding Beauty in Negative Spaces", sus planes para el siguiente álbum y expectativas de sus fanes. Shaun y Dale confirmaron en una entrevista el 2 de marzo que, después de terminar el Tour con la banda canadiense Nickelback, se tomarán el resto del año para escribir y grabar lo que será el seguimiento de "Finding Beauty In Negative Spaces

### Holding Onto Strings Better Left to Fray
El 17 de marzo de 2011, la banda lanzó el sexto álbum de estudio Holding Onto Strings, Better Left to Fray, producido por Brendan O'Brien y que alcanzó la segunda posición de Billboard 200.  La única No Resolution y Country Song se extraen de ella.
Unos días antes del lanzamiento del álbum, más precisamente el 8 de marzo de 2011, Shaun Morgan anunció a través de Twitter que el guitarrista Troy McLawhorn había decidido dejar la banda para unirse a Evanescence. McLawhorn se convirtió en un miembro oficial de la banda.
El Seether jugó en el escenario principal del Uproar Festival junto con Avenged Sevenfold, Three Days Grace y  Bullet for My Valentine. 
El 30 de noviembre de 2013, Seether lanzó el sencillo inédito Goodbye Tonight, junto con Van Coke Kartel y Jon Savage. La canción también aparece en la edición de lujo de Isolate and Medicate.

### Isolate and Medicate
El séptimo álbum de estudio, Isolate and Medicate, fue lanzado el 1 de julio de 2014,  donde también debutó Bryan Wickmann como el nuevo guitarrista del grupo.  La canción Words as Weapons también se puso a disposición para su descarga gratuita. 
El Seether se embarcó en una gira con 3 Doors Down.

### Poison the Parish
Poison the Parish fue lanzado el 12 de mayo de 2017. Es el primer álbum de la banda en presentar un nuevo logo en la portada.
El álbum, producido por el mismo Shaun Morgan, presenta un sonido más pesado que los lanzamientos recientes.  Con un ajuste de "guitarra-bajo-batería" el sonido de "lava" y "fangoso" de las guitarras se enfatiza por la cruda producción de los tambores que devuelve a la banda a piezas mucho más "grunge" y "metal" y abandona completamente algunas tentaciones pop rock presentado en los últimos álbumes.
El primer sencillo, Let You Down fue publicado el 23 de febrero de 2017.  También fueron extraídos: Stoke the Fire, Nothing Left, Count Me Out y Betray and Degrade.
En 2018, el grupo realizó una gira europea junto con Nickelback.

### Si Vis Pacem, Para Bellum
El 24 de junio de 2020, la banda anunció que su octavo álbum de estudio, Si Vis Pacem, Para Bellum, se lanzaría el 28 de agosto a través de Fantasy Records. También lanzaron el primer sencillo, Dangerous. Traduciendo a "Si quieres paz, prepárate para la guerra", el álbum presenta 13 nuevas pistas, y fue producido por Morgan y diseñado y mezclado por Matt Hyde (Deftones, AFI) en Nashville desde diciembre de 2019 hasta enero de 2020.

### Wasteland - The Purgatory EP.
Fue lanzado el 30 de julio del año 2021. Como una especie de continuación del álbum anteriormente mencionado, contiene 5 canciones donde la más importante es Wasteland la cual también cuenta con una versión acústica, las demás canciones son nuevas en donde destaca What Would You do?, con más de 400.000 reproducciones en YouTube y más de un millón en Spotify.

### Vicennial.
Para celebrar los 20 años de la agrupación se ha decidido sacar un álbum donde están algunos de los más grandes éxitos de la banda. De las 20 canciones, 16 han sido éxitos en las listas de éxitos y cada pista de esta compilación fue un Top 5 en varios formatos de radio. Vicennial fue comandada por el líder y vocalista de la banda Shaun Morgan e incluye canciones de los ocho álbumes completos de la banda, también se seleccionaron ilustraciones enviadas por los fanes para la portada del álbum.

## Estilo musical e influencias
Seether están fuertemente influenciados por los grupos grunge estadounidenses como Nirvana y Alice in Chains. Stephen Thomas Erlewine de AllMusic escribió: "el cantante y compositor de Seether, Shaun Morgan, es un adorador flagrante de Kurt Cobain que utiliza el sonido de Nirvana como modelo inicial sobre el cual desarrollar y construir el sonido del Seether". Otras bandas que han tenido una gran influencia en el grupo enfatizando su componente de metal alternativo son  Deftones y Creed.

## Miembros
- Shaun Morgan - Vocales y guitarra
- Dale Stewart - Bajo y vocales
- John Humphrey - Batería
- Corey Lowery - Guitarra y vocales

### Miembros pasados
- Bryan Wickmann - Guitarra y vocales (miembro de gira 2017–2018)
- Clinton Young: En Saron Gas
- Nick Annis
- Dave Cohoe: batería (dejó la banda en febrero de 2002)
- Nick Oshiro: batería (marzo de 2002-2003)
- Kevin Soffera: batería
- Pat Callahan: guitarra (2002-junio de 2006)
- Troy McLawhorn - Guitarra (2009-febrero de 2011)

## Discografía

### Álbumes de estudio

#### Saron Gas
- Fragile (2000)

#### Seether
- Disclaimer (2002)
- Disclaimer II (2004)
- Karma and Effect (2005)
- Finding Beauty in Negative Spaces (2007)
- Holding Onto Strings Better Left to Fray (2011)
- Isolate and Medicate (2014)
- Poison the Parish (2017)
- Si Vis Pacem, Para Bellum (2020)
- The Surface Seems So Far (2024)

### Canciones en Bandas Sonoras
| Película                    | Canción                        | Año  |
| --------------------------- | ------------------------------ | ---- |
| The Texas Chainsaw Massacre | "Pig"                          | 2003 |
| Daredevil                   | "Hang on"                      | 2003 |
| Freddy contra Jason         | "Out of My Way"                | 2003 |
| The Punisher                | Broken (presentando a Amy Lee) | 2004 |
| The Punisher                | "Sold Me"                      | 2004 |
| Masters of horror II        | "Needles" (Acústica en vivo)   | 2006 |
| Lost Boys: The Tribe        | "Burrito" (Acústica en vivo)   | 2006 |
| The Punisher: Warzone       | "Fallen"                       | 2008 |
| NCIS                        | No Shelter                     | 2009 |

### Canciones en Videojuegos
- "Fine Again" - 1080º Avalanche
- "Fine Again" - Madden NFL 2003
- "Fake It" - Burnout Paradise
- "Remedy" - Test Drive Unlimited

### Canciones en WWE (World Wrestling Entertainment)
- 2004 - "WWE Bad Blood" - Sold Me
- 2005 - "WWE SummerSlam" - Remedy
- 2008 - "WWE No Way Out" - Fake It
- "Out of My Way" - Canción de presentación del wrestler Zach Gowen
- 2012 - WWE Hall Of Fame(dedicado a Edge) - Tonight

## Videografía
- Fine Again
- Driven Under
- Gasoline
- Broken (Ft. Amy Lee)
- Remedy
- Truth
- The Gift
- Fake It
- Rise Above This
- Breakdown
- Careless Whisper (Cover de George Michael)
- Country Song
- Here and Now
- Tonight
- Words As Weapons
- Same Damn Life
- Save Today
- Nobody Praying for Me
- Let You Down
- Betray and Degrade
- Against The Wall
- Dangerous
- Beg
- Bruised and Bloodied
- Wasteland
- What Would You Do?